# Titanacris ornatifemur
Titanacris ornatifemur är en insektsart som beskrevs av Marius Descamps och Frédéric Carbonell 1985. Titanacris ornatifemur ingår i släktet Titanacris och familjen Romaleidae. Inga underarter finns listade i Catalogue of Life.